# Piotr Trochowski
Piotr Artur Trochowski (* 22. März 1984 in Tczew, Polen) ist ein ehemaliger deutscher Fußballspieler. Von 2006 bis 2010 kam er in 35 Spielen für die deutsche Nationalmannschaft zum Einsatz und wurde mit ihr Vizeeuropameister 2008 und 2010 WM-Dritter.

## Herkunft und Jugend
Trochowski, dessen Vorfahren väterlicherseits Deutsche waren, die der Mutter Polen, wanderte im Alter von fünf Jahren mit seinen Eltern als Aussiedler 1989 aus Danzig nach Hamburg aus und ließ sich mit seiner Familie dort nieder. Er wuchs im Stadtteil Billstedt auf und spielte in der Jugend für die SpVgg Billstedt Horn, den SC Concordia von 1907, den Oststeinbeker SV und den FC St. Pauli.

## Karriere

### Vereine

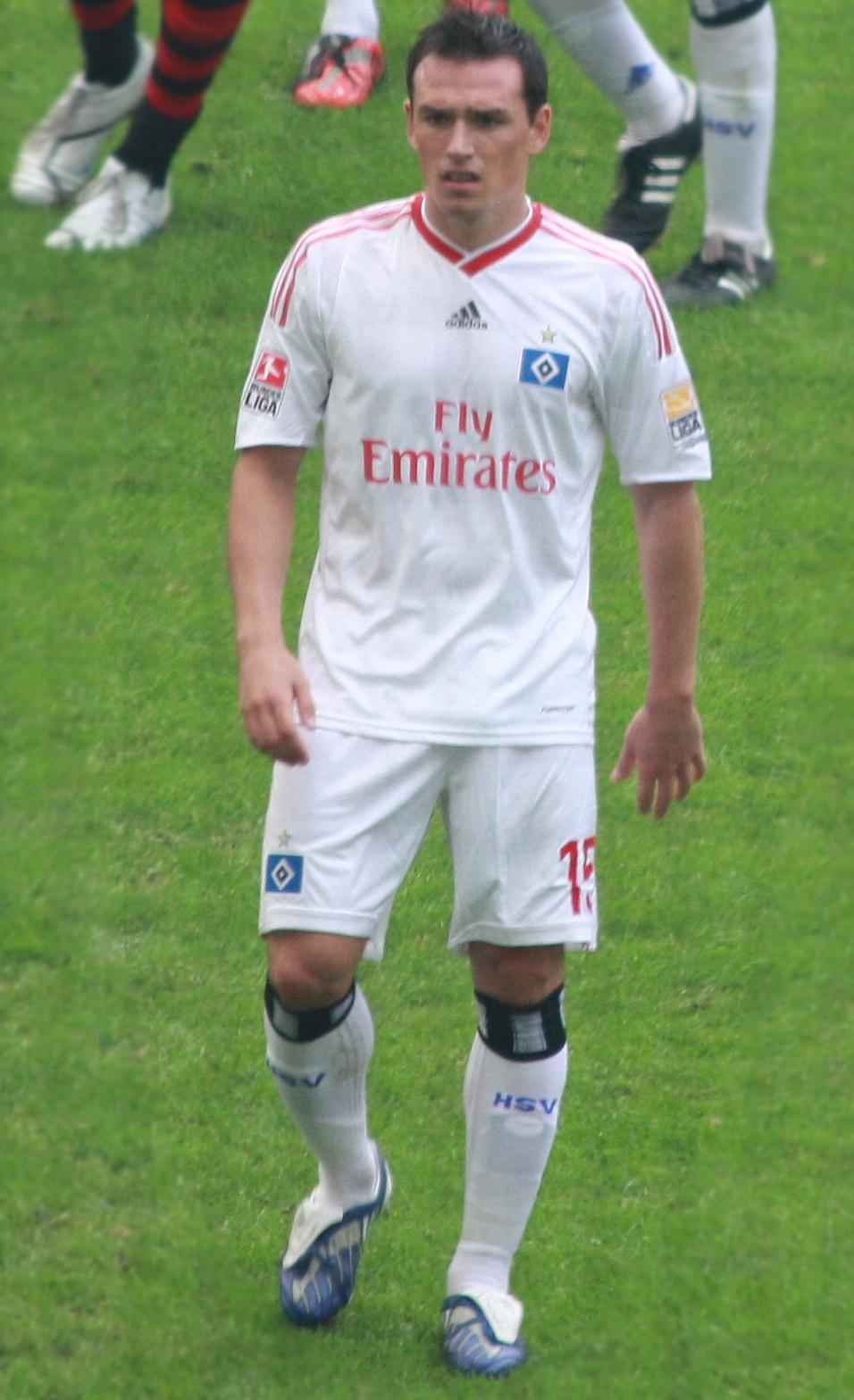
Piotr Trochowski im Trikot des HSV (2009)

Zur Saison 1999/2000 wechselte Trochowski zum FC Bayern München und wurde 2001/02 als 17-Jähriger in den Amateurkader berufen. In der folgenden Saison wurde er auch erstmals in der Bundesliga und im DFB-Pokal bei der Profimannschaft eingesetzt. Am 16. Dezember 2003 erzielte Trochowski mit dem Treffer zum 6:0-Endstand im Auswärtsspiel gegen den SC Freiburg sein erstes Bundesligator.
Nach zwölf weiteren Bundesligaspielen entschied sich Trochowski zu einem Wechsel zum Hamburger SV, nachdem sich der FC Bayern München mit dem ebenfalls interessierten VfB Stuttgart nicht über die Ablösesumme hatte einigen können. Der Wechsel wurde in der Winterpause der Saison 2004/05 vollzogen. Im ersten Spiel musste Trochowski bei seinem ehemaligen Verein FC Bayern München antreten. In der Saison 2005/06 hatte Trochowski die meisten Pflichtspieleinsätze aller HSV-Spieler. Wettbewerbsübergreifend machte er 15 Scorerpunkte, obwohl er seine Stammposition hinter den Spitzen meist für Rafael van der Vaart räumen musste. Häufig spielte er im linken Mittelfeld. Unter Trainer Martin Jol war Trochowski in der Saison 2008/09 Stammkraft. Auch Jols Nachfolger Bruno Labbadia setzte zu Beginn der Spielzeit 2009/10 auf den Nationalspieler. Dieser bildete zusammen mit Zé Roberto, David Jarolím und Eljero Elia das Mittelfeld des Hamburger SV, bis er Ende der Hinrunde von Marcell Jansen verdrängt wurde. In der Rückrunde der Spielzeit 2009/10 saß Trochowski die meiste Zeit auf der Bank. Ihm wurden auf seiner Position Jansen und teilweise Tunay Torun, Robert Tesche und Jonathan Pitroipa vorgezogen. Auch unter Armin Veh war Trochowski zu Beginn der Spielzeit 2010/11 zumeist nur Reservist, konnte sich aber im Verlauf der Hinrunde einen Platz in der Startelf erarbeiten, den er zum Beginn der Rückrunde endgültig verlor. Trochowski war von nun an nur noch Reservist und wurde auch nur selten eingewechselt. Seinen zum Saisonende auslaufenden Vertrag verlängerte er nicht.
Seine lange Nichtberücksichtigung in der Bundesliga und in der Nationalmannschaft führte zum Entschluss, den Verein mit Ablauf der Saison 2010/11 zu verlassen. Trochowskis Berater Roman Grill knüpfte die Verbindung zum spanischen Erstligisten FC Sevilla, der Trochowski am 23. Mai 2011 bis 30. Juni 2015 verpflichtete. Dort war Trochowski von Beginn an in der Startaufstellung gesetzt und absolvierte im Europa League Play-off gegen Hannover 96 seinen ersten Pflichtspieleinsatz. Zehn Tage später bestritt er sein erstes Ligaspiel für den FC Sevilla, das dieser mit 2:1 gegen den FC Málaga gewann. Sein erstes Tor für den FC Sevilla erzielte er am 18. Februar 2012 (24. Spieltag) gegen CA Osasuna in der Nachspielzeit zum 2:0-Endstand. Der FC Sevilla belegte am Saisonende den zehnten Platz, die schlechteste Saison für die Andalusier seit 2003 (ebenfalls Zehnter). Zu Beginn der Saison 2012/13 überzeugte Trochowski jedoch wieder als Stammspieler und erzielte dabei in sechs Spielen zwei Tore. Diese gelangen ihm in den Begegnungen mit Real Madrid und dem FC Barcelona. Im Spiel gegen den FC Barcelona musste er jedoch verletzt ausgewechselt werden. Nach einer ersten Fehldiagnose, die die Verletzung als nicht so schwer einschätzte, wurde bei einer Untersuchung bei Hans-Wilhelm Müller-Wohlfahrt, dem Arzt der deutschen Fußballnationalmannschaft, ein Knorpelschaden im rechten Knie festgestellt. Ende Oktober 2012 wurde Trochowski in einer Spezialklinik in Denver, Colorado vom US-amerikanischen Spezialisten für orthopädische Chirurgie Richard Steadman operiert. Drei Tage später wurde er erneut operiert, nachdem bei der ersten Operation Komplikationen aufgetreten waren und beim Röntgen ein Schienbeinbruch diagnostiziert wurde. Er fiel acht Monate und somit für den Rest der Saison aus. Am 14. September 2013 (4. Spieltag) kehrte Trochowski auf den Fußballplatz zurück und traf auf den Gegner, gegen den er am 29. September 2012 (6. Spieltag) zuletzt im Heimspiel mit 2:3 verloren hatte – gegen den FC Barcelona, diesmal auswärts auch mit 2:3. 2014 gewann er mit dem FC Sevilla die Europa League.
Anfang September 2014 meldete der Verein die Vertragsauflösung mit Trochowski., was Trochowski jedoch dementierte. Die darauffolgende juristische Auseinandersetzung zwischen ihm, der kein weiteres Spiel mehr für den Verein bestreiten durfte, und dem FC Sevilla endete außergerichtlich. Auf Details der Einigung ging Trochowski in den Medien nicht ein.
Im Juli 2015 verpflichtete der FC Augsburg Trochowski nach einem Probetraining; er erhielt einen Einjahresvertrag mit der Option auf eine Verlängerung um eine weitere Spielzeit. Der Verein nutzte die Option nicht; Trochowski kam wegen Verletzungen nur zu sechs Ligaeinsätzen und wurde am letzten Spieltag vom Manager Stefan Reuter verabschiedet. Seitdem war er ohne Verein.
Seit Januar 2020 spielte der Offensivspieler als Amateur beim Hamburger SV III in der Oberliga. Im Sommer 2021 gab Trochowski das Ende seiner aktiven Karriere bekannt.

### Nationalmannschaft

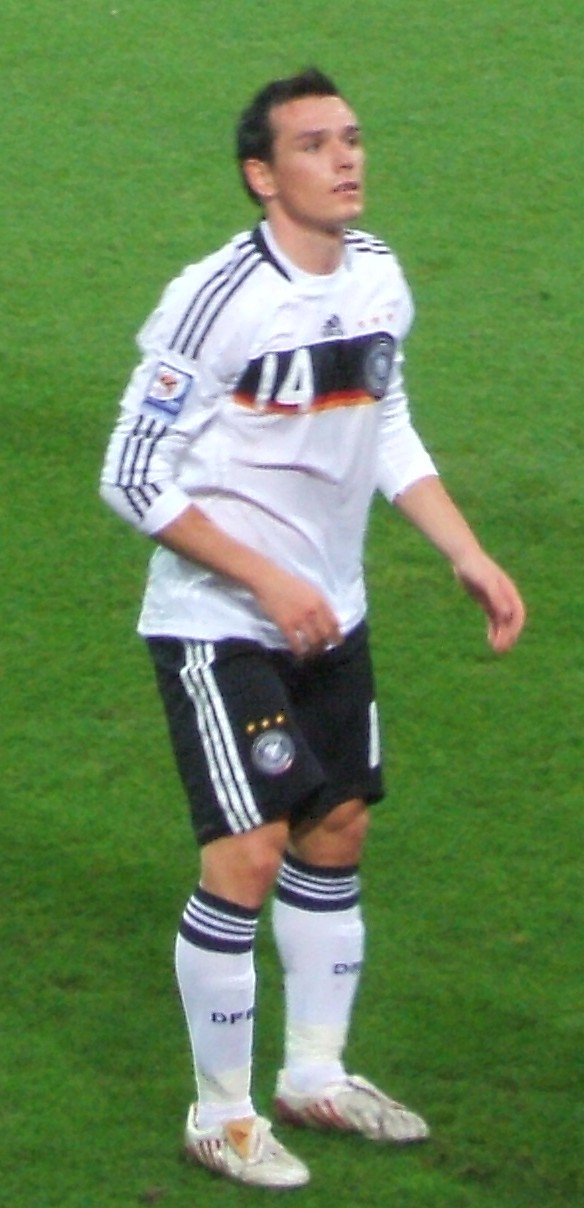
Trochowski im Trikot der Nationalmannschaft (2008)

Trochowski absolvierte seine ersten Länderspiele für die deutsche U16-Nationalmannschaft bei der U16-Europameisterschaft 2001 in England. Unter dem Trainer Klaus Sammer traf er bei seinem Debüt in der 80. Minute zum 1:2 gegen Belgien im ersten Gruppenspiel in Durham, nachdem erst vier Tage vor Turnierstart seine Spielgenehmigung vorgelegen hatte (deutsche Staatsbürgerschaft). In den beiden weiteren Vorrundenspielen traf er jeweils einmal. Im Viertelfinale schied man gegen den Gastgeber mit 4:5 (1:1, 0:0) im Elfmeterschießen aus. Durch die Änderung der Bezeichnung im Junioren-Fußball spielte er ab der nächsten Saison in der U18-Nationalmannschaft. Am 31. Juli 2001 gehörte er der Auswahlmannschaft an, die in Leinfelden mit 5:0 über die Auswahl von Trinidad und Tobago gewann. Sein einziges U18-Länderspieltor erzielte er am 11. September 2001 in Nymburk beim 3:0-Erfolg über die Auswahl Polens mit dem 1:0-Führungstreffer in der 47. Minute. Seinen fünften und letzten Einsatz absolvierte er am 15. September 2001 bei der 1:2-Niederlage gegen die Auswahl der Tschechischen Republik im Finale des Turniers in Nymburk. Im November 2001 wurde er in die U19-Nationalmannschaft berufen. Als 17-Jähriger debütierte er in dem ein Jahr älteren Jahrgang am 8. November im U19-EM-Qualifikationsspiel in Lübeck gegen Schweden (3:1) und nahm im Sommer 2002 an der U19-Europameisterschaft in Norwegen teil. Mit seinem 1984er Jahrgang scheiterte er im Mai 2003 in der EM-Qualifikation. Erstmals für die U20-Nationalmannschaft spielte er am 18. September 2002 beim 2:2 gegen die Auswahl der Slowakei. Es folgte das am 11. Dezember mit 1:2 verlorene Spiel gegen Italien. 2003 absolvierte Trochowski neun Spiele, wobei er in den ersten drei jeweils auch ein Tor erzielte. Höhepunkt in diesem Jahr war die Teilnahme an der Junioren-Fußballweltmeisterschaft 2003 in den Vereinigten Arabischen Emiraten, bei der er in den drei Gruppenspielen (29. November; 0:2-Niederlage gegen Südkorea, 2. Dezember; 3:1-Sieg über die USA und 5. Dezember; 0:2-Niederlage gegen Paraguay) zum Einsatz kam und im Spiel gegen die USA ein Tor erzielte. Seine letzten beiden Spiele bestritt er am 18. Februar 2004, mit einem Tor beim 2:1-Sieg über Italien. und am 31. März 2004 beim 1:0-Sieg über Österreich. Für die U21-Nationalmannschaft wurde er 15-mal eingesetzt, erstmals am 8. Oktober 2004 in Baku, beim 2:0-Erfolg gegen Aserbaidschan, letztmals am 5. September in Wilhelmshaven, beim 5:1-Sieg über Rumänien. Seine einzigen Tore hatte er am 15. August in Meppen beim 2:2 gegen die Niederlande und am 1. September in Lungan beim 3:2-Sieg über Nordirland erzielt. Die Teilnahme an der U21-Europameisterschaft in Portugal blieb ihm aufgrund eines Teilabrisses in der Oberschenkelmuskulatur, zugezogen im Testspiel gegen die Niederlande, verwehrt.
Trochowski trug erstmals das Nationaltrikot der A-Nationalmannschaft am 7. Oktober 2006 in Rostock, als die deutsche Mannschaft mit 2:0 über Georgien gewann. 2008 gehörte er dem Europameisterschafts-Kader an, der bei der Europameisterschaft in Österreich und der Schweiz Zweiter des Turniers wurde; zum Einsatz kam er allerdings nicht. Nach der EM 2008 wurde Trochowski in der Nationalmannschaft regelmäßig eingesetzt. Trochowskis erstes Länderspiel-Tor im Rahmen der Qualifikation zur Fußball-WM 2010 am 15. Oktober 2008 bedeutete den 1:0-Heimsieg über die walisische Nationalmannschaft; den Treffer erzielte er in der 72. Spielminute. Sein Stammplatz in der Nationalmannschaft begründete sich auch mit seiner guten Saison, die er beim HSV spielte. In der Saison 2009/10 verlor Trochowski den Stammplatz in der Nationalmannschaft wieder. Er gehörte dem deutschen Kader für die Fußball-Weltmeisterschaft 2010 an und hatte während des Turniers vier Einsätze. Zuletzt kam er am 7. Juli 2010 im WM-Halbfinale gegen Spanien  zum Einsatz und wurde danach nicht mehr nominiert.

## Erfolge
Nationalmannschaft

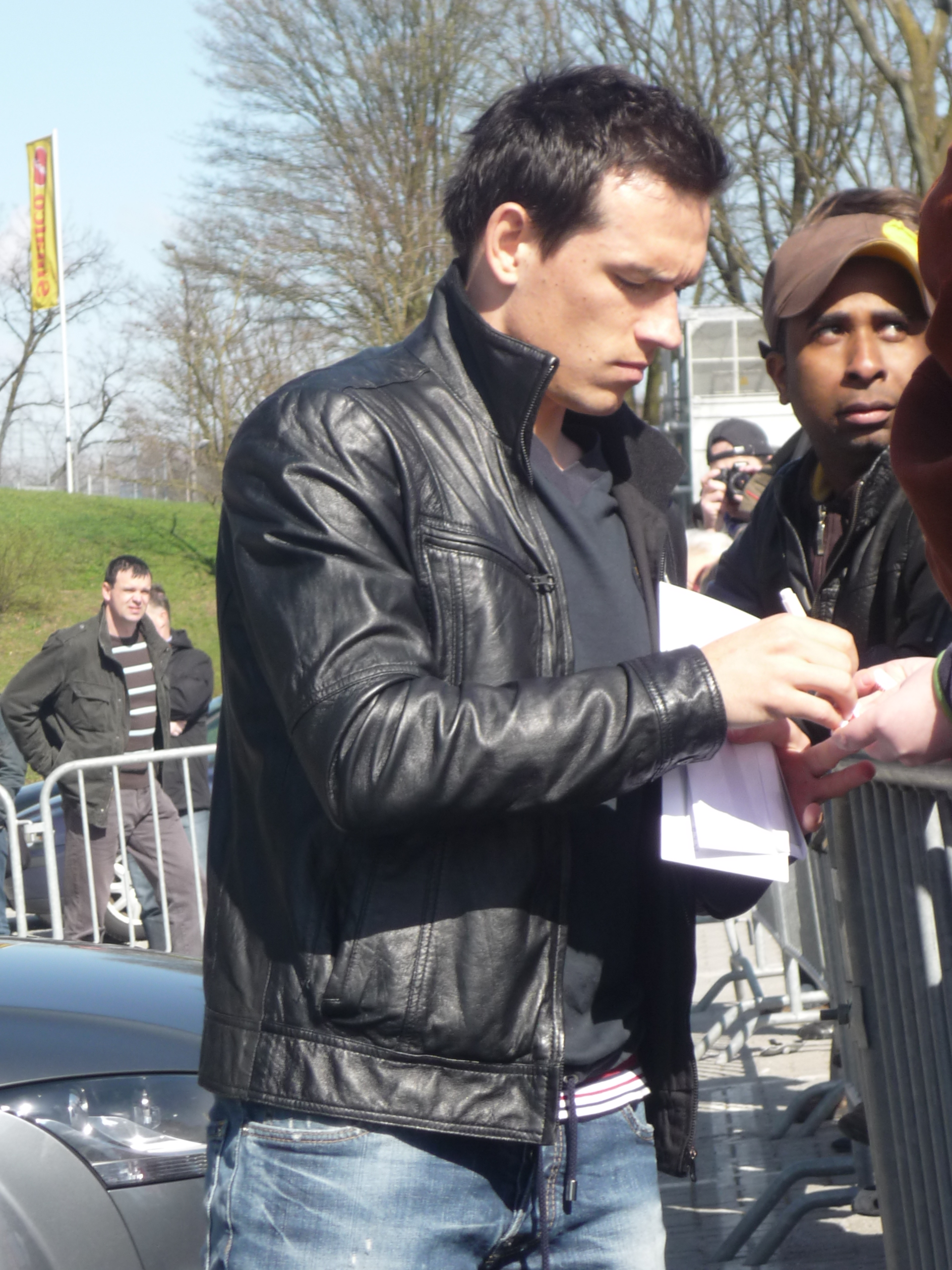
Piotr Trochowski gibt Autogramme (2010, Hamburg)

- U-19-Fußball-Europameisterschaft: Finalist 2002
- Fußball-Europameisterschaft: Finalist 2008
- Fußball-Weltmeisterschaft: Dritter 2010

Vereine
- UEFA-Europa-League-Sieger: 2014
- Deutsche Meisterschaft: Meister 2003; Vize-Meisterschaft 2004
- DFB-Pokal: Titelgewinn 2003
- UI-Cup: Sieger 2005, 2007
- Ligapokal: Sieger 2004
- Deutscher A-Juniorenmeister: 2001, 2002
- Zweiter der B-Juniorenmeisterschaft 2000

## Auszeichnungen
- Torschütze des Monats: Oktober 2008[19]
- Silbernes Lorbeerblatt: 2010

## Sonstiges
Trochowski ist Botschafter für World Vision Deutschland.